# Krzyżowa (Gorce)
Krzyżowa (778 m) – szczyt u północnych podnóży głównego grzbietu Gorców. Znajduje się w bocznym ramieniu odbiegającym od Wichrów w północno-wschodnim kierunku. Grzbiet ten oddziela dolinę potoku Olszówka od doliny Porębianki. Kolejno znajdują się w nim: Krzyżowa, Ostra (765 m) i Morskie Oko (także Groń, 746 lub 768 m).
Przez Krzyżową przebiega granica między wsiami Olszówka (stoki południowe) i Raba Niżna (stoki północne) w województwie małopolskim, w powiecie limanowskim, w gminie Mszana Dolna. Jest porośnięta lasem, ale część stoków pokrywają pola uprawne.
Przez Krzyżową nie prowadzi żaden szlak turystyczny.